# Стьернхольм, Хелена
Хелена Мария Стьернхольм (швед. Helena Maria Stjernholm, урождённая Карлссон; род. 1970) — шведский предприниматель, с сентября 2015 года — генеральный директор Industrivärden, крупной шведской инвестиционной фирмы. Ранее она проработала 17 лет в IK Investment Partners, где в последнее время отвечала за стокгольмский офис фирмы.

## Ранние годы и образование
Хелена Карлссон выросла городе Кристинехамн в Центральной Швеции. Училась в школах Källgårdsskolan и Södermalmsskolan, затем поступила в гимназию Brogårdsgymnasiet. Позднее она провела год в США как ученик по обмену, а после — окончила среднее образование в Карлстаде. После окончания учёбы она в течение года работала внештатным учителем и помощником медработника. Она также провела четыре месяца в Австрии, работая в отеле и катаясь на лыжах. Затем она поступила в Линчёпингский университет, где в 1994 году получила степень бакалавра в области экономики. После этого она провела год в Мюнхене, изучая деловое администрирование и управление в Университете имени Людвига Максимилиана. Вернувшись в Швецию, училась в Стокгольмской школе экономики, получив степень магистра в области делового администрирования, бухгалтерского учета и финансов в 1997 году. Во время учебы в Линчёпинге она познакомилась со своим мужем Стефаном Стьернхольмом, от которого у неё родились двое сыновей.

## Карьера
После работы в компании Bain & Company в качестве консультанта (1997—1998) она присоединилась к венчурной компании IK Investment, где проработала 17 лет. В 2015 году она была назначена генеральным директором Industrivärden, после того как Андерс Нирене оставил этот пост из-за скандала с расходами. Многие были удивлены её переходом из динамичной венчурной компании в инвестиционную компанию с холдингами в нескольких крупнейших в Швеции компаниях. Оказалось, что ее назначение отражает изменение стратегии, так как Industrivärden решила рассмотреть возможность инвестирования в небольшие компании. Стьернхольм также входит в состав советов Handelsbanken, SCA, Skanska и SSAB.
В марте 2017 года бизнес-журнал Veckans Affärer назвал Хелену Стьернхольм самой влиятельной женщиной-предпринимателем Швеции. По её словам, она была рада получить этот титул и надеется, что это вдохновит молодых женщин на успехи в бизнесе. Ей удалось добиться хороших результатов не только для Industrivärden, но и для их холдинговых компаний Volvo, SSAB и Sandvik.